# Paride Saccoia
Paride Saccoia (Napoli, 6 febbraio 1989) è un ex pallanuotista italiano, centrovasca del Posillipo. Attualmente è Capo Delegato della Sezione Pallanuoto della squadra rossoverde.
Prodotto del settore giovanile posillipino, conquista la LEN Euro Cup con il Posillipo nel 2015, nella finale tutta napoletana contro l'Acquachiara. Ha anche disputato una finale di Coppa Italia ed è stato per tre volte vicecampione d'Italia. Bandiera rossoverde e capitano del Posillipo dalla stagione 2016-2017, si ritira dalla pallanuoto giocata al termine della stagione 2024-2025, entrando a far parte della dirigenza rossoverde come Capo Delegato della Sezione Pallanuoto.

## Palmarès
- LEN Euro Cup: 1

Posillipo: 2014-15